# Wyżyna Judzka

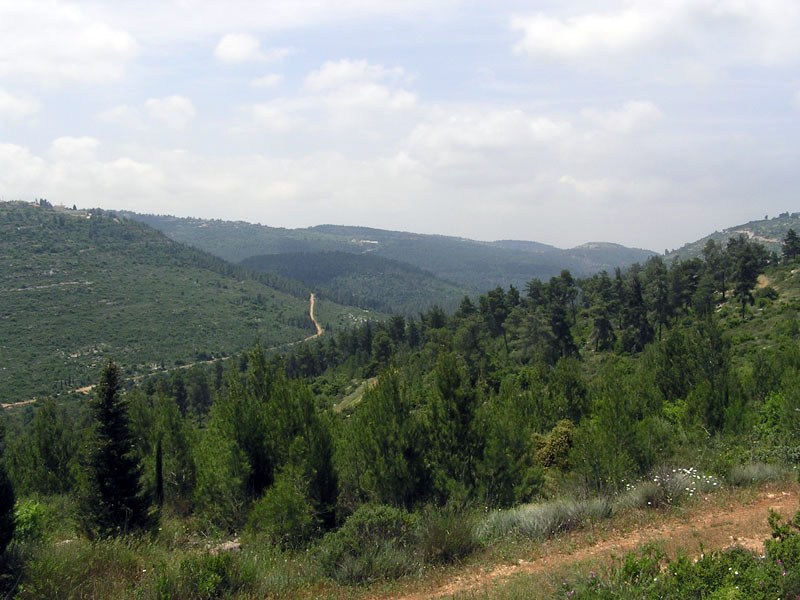
Wyżyna Judzka

Wyżyna Judzka, Wyżyna Judejska (hebr. הרי יהודה, Hare Jehuda; arab. جبال الخليل, Dżibal al-Chalil) – wyżyna położona w Judei, w części po stronie Izraela a w części w Palestynie.

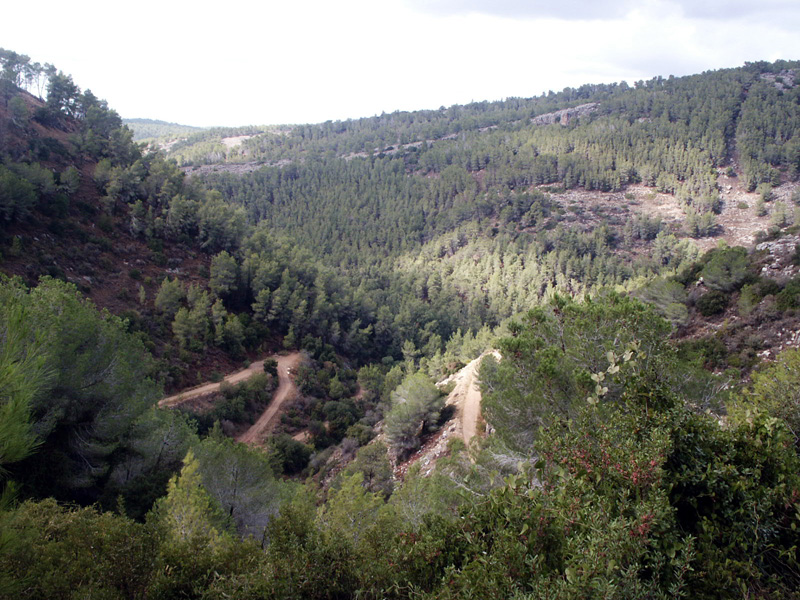
Wyżyna Judzka – widok przy podjeździe do Jerozolimy

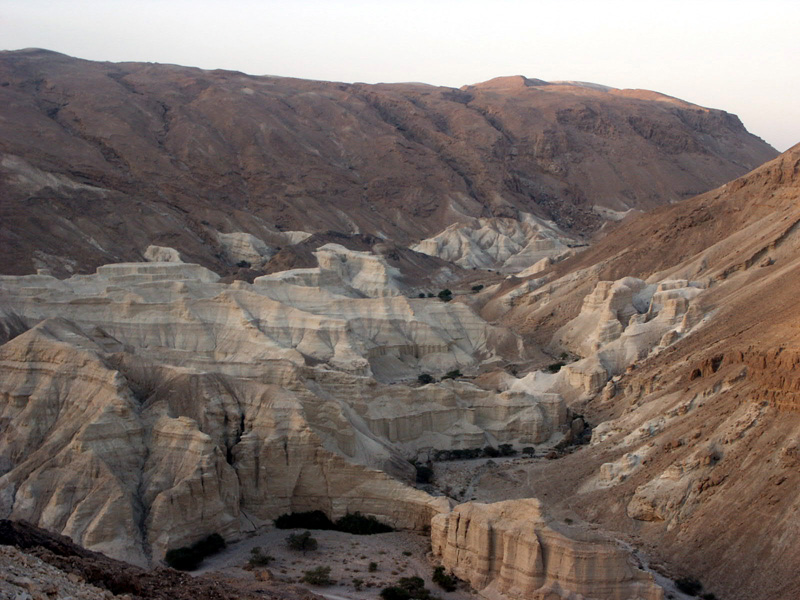
Wyżyna Judzka – widok od strony Morza Martwego

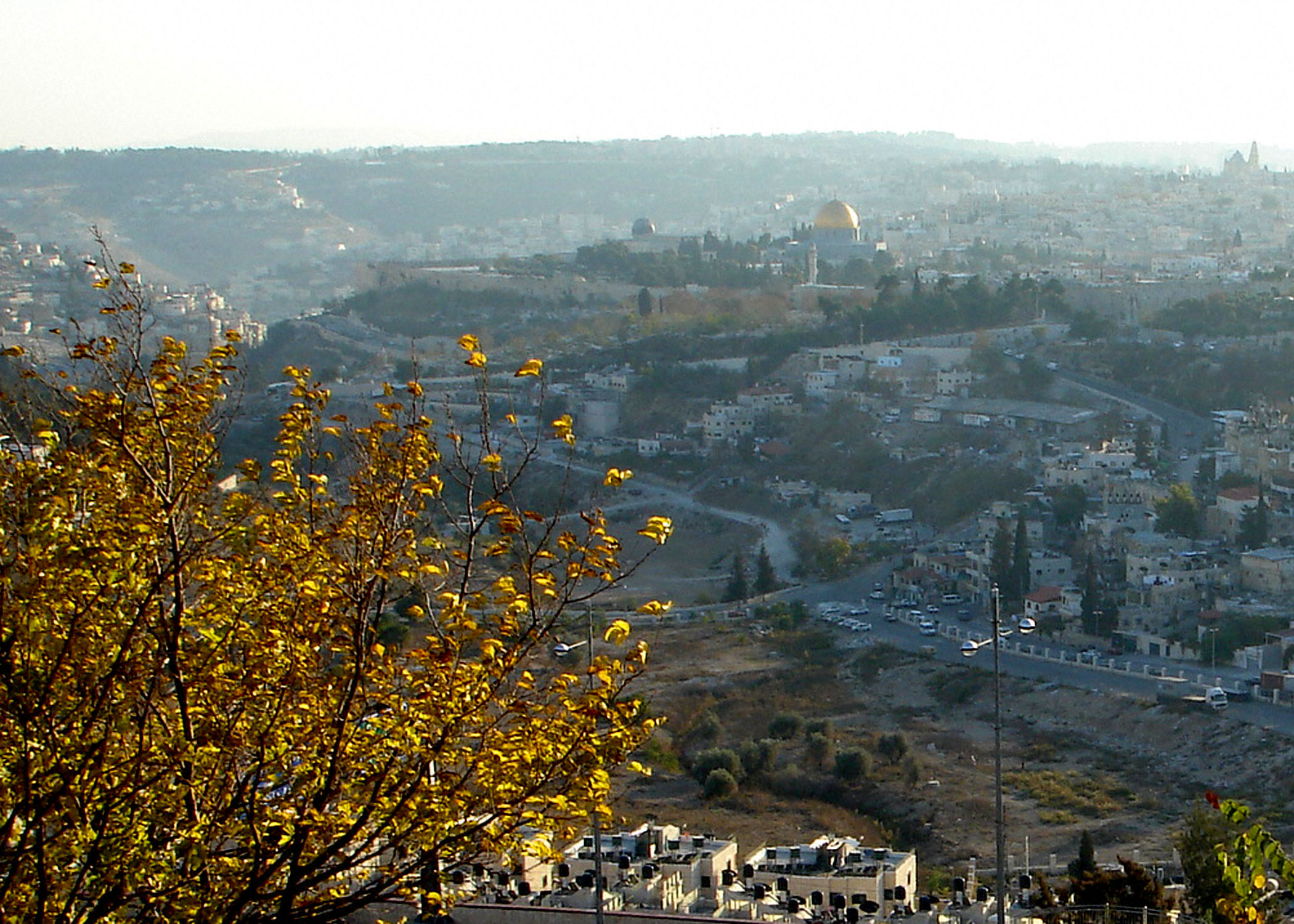
Wyżyna Judzka – widok na Stare Miasto w Jerozolimie

Dominuje tu krajobraz całkowicie pustynny i górzysty. Wyżyna zaczyna się zaraz po Al-Lubban (biblijnej Lebonie) i dolinie starożytnego Szilo, osiągając od razu wysokość 800 m. Dochodzi do 1016 m na płaskowyżu Ba’al Chacor (arab. Tall Asur), zachowując średnią 700 m (Jerozolima, 700–750 m). Najważniejsze punkty to: Nabi Samwil (895 m n.p.m.) i Góra Oliwna (818 m n.p.m.). Bardziej na południe średnia wysokość wznosi się do 900–1000 m: Hebron 967 m, Mamre (Ramat al-Chalil) 1020 m. Następnie średnia schodzi do 500–600 m na pustyni Negew, natomiast na zachodzie równina nadbrzeżna ciągnie się aż do Beer Szewy.
Centralną część Wyżyny Judzkiej stanowi pasmo wzgórz wznoszących się do maksymalnej wysokości 777 m n.p.m. (co oznacza ok. 1200 m nad poziomem położonego w największej na świecie depresji Morza Martwego), położone w centralnej Judei, między Jerozolimą a Hebronem, które przecina ok. 35-kilometrowa droga łącząca te dwa miasta. W paśmie tym, ok. 8 km na południe od Jerozolimy leży miasto Betlejem. Inne ważne miasta w obrębie Wyżyny Judzkiej to Hebron i Ramallah.
Wschodnie zbocza Wyżyny Judzkiej opadają stromo ku dolinie Jordanu i Morzu Martwemu. Leżąca tu Pustynia Judzka poprzecinana jest głębokimi i bezwodnymi jarami oraz usiana licznymi grotami. Dalej w kierunku południowym leży majestatyczna pustynia Negew.